# Большаков, Михаил Васильевич
Михаил Васильевич Большаков (20 сентября 1903, Белоусово, Нижегородская губерния — 27 апреля 1991, Москва) — советский разведчик, сотрудник Торгпреда СССР. В 1936—1940 годах — командир СА, IV управление РУ Генштаба КА. В 1941—1944 — инженер-полковник, РУ Генштаба СА, и.д. начальника 7-го отдела 1-го управления ГРУ КА. Работал в системе Министерства Внешней Торговли с перерывами с 1936 по 1971 год: в 1936—1940 инженер и старший инженер по импорту, Торгпредство СССР в Бельгии; 1944—1945 Заместитель Торгпреда СССР в Турции, 1945 −1949 Торговый представитель СССР в Бельгии.

## Биография
Основные данные по биографии приводятся по книге Валентина Томина из серии «Герои тайной войны»
Родился в семье крестьянина 20 сентября 1903 года в деревне Белоусово современного Воскресенского района Нижегородской области.
С 1916 по 1921 работал рабочим на лесоразработках и лесосплаве по рекам Усте, Ветлуге и Волге, с 1921 по 1924 год работал на Воскресенском заводе Нижегородской области. Был принят в комсомольскую организацию.
С 1924 по 1927 год учился в Нижегородском рабфаке, с 1927 по 1930 год — в Институте им. Плеханова. С 1930 по 1931 год учился в Московском химико-технологическом институте им. Д. И. Менделеева, по окончании обучения получил звание инженера-технолога. Там же был принят в члены партии.
В 1932 году был призван на военную службу, которую проходил в IV Управлении Генштаба РККА. После окончания срока службы был оставлен на сверхсрочную в этом же Управлении. В 1935 году окончил специальную школу при IУ правлении Генштаба РККА.

### В предвоенные годы в Бельгии
С 1936 года по 1940 год находился в загранкомандировке в Бельгии, работая в должности инженера и старшего инженера по импорту. В течение упомянутого периода неоднократно совершал кратковременные поездки со специальными поручениями командования во Францию и Голландию.
- Вплоть до первых месяцев оккупации Бельгии, работая в Торгпредстве, обеспечивал связь резидентуры с Центром (работал под псевдонимом «Баланда»)[6][7][8][9][10](Из воспоминаний Л. Треппера: «Была преимущественно курьерская связь. Во второй половине 40-го г. я уже не шел на риск открытых рапортов. Потому я и обратился в Центр с просьбой — Кент сидит без дела, пусть пока работает над шифром. Был очень интересный и умный работник Большаков, с которым поддерживались контакты в Брюсселе...»).[11]
- «Работал по линии военно-технической разведки, инспектировал разведгруппы в Западной Европе (январь 1936 — сентябрь 1940).» («Энциклопедия военной разведки. 1918—1945 г.», Алексеев, Колпакиди, Кочек).[2],[8],[12],[13],[14]
- Впоследствии, в организованной немецкими спецслужбами радиоигре, был одним из её участников от Главного Разведывательного Управления.

### 1940—1941
По возвращении из командировки в октябре (ноябре) 1940 года решением ЦК КПСС и Минвнешторга был направлен для дальнейшего прохождения военной службы, был откомандирован в Минвнешторг «в счет тысячи» с назначением на должность зам. Председателя В/О «Промсырьеимпорт». Будучи в этой должности, был отправлен в командировку в Швецию в качестве руководителя группы специалистов Министерства путей сообщения, для закупки железнодорожного оборудования. В тот же период был Начальником 1-го отделения 4-го отдела РУ Генштаба Красной армии (сентябрь-ноябрь 1940). Военный инженер 2го ранга. В марте 1941 года по возвращении из Швеции был назначен Председателем в/о «Промсырьеимпорт».

### В годы войны
В связи с нападением Германии, был откомандирован в распоряжение Разведуправления Советской Армии. С июля 1941 по август 1944 служил в Разведывательном Управлении Генштаба Советской Армии. В августе 1944 года Указом Президиума Верховного Совета СССР был награждён орденом Красной Звезды за образцовое выполнение задания Верховного Главного Командования .
С 1944 по 1945 год работал Заместителем Торгпреда СССР в Турции. В августе 1945 года Указом Президиума Верховного совета СССР был награждён орденом Трудового Красного Знамени.

### После войны
С 1945 по 1949 год работал Торгпредом СССР в Бельгии. В 1947 году Указом Президиума Верховного Совета был награждён вторым орденом Красной Звезды.
В 1949 году был вызван из Бельгии и исключен из рядов вооруженных сил, из партии, уволен с работы. С ноября 1949 до августа 1950 нигде не мог получить работу и в августе 1950 года был принят рабочим на шинный завод, сборщиком автопокрышек. В 1951 году был переведен на должность инженера. В 1953 году, после смерти Сталина, был восстановлен в партии. Высокий уровень партийной пропагандистской работы Большакова М. В. на заводе был отмечен в одной из передовых статей в газете «Московская Правда». Проработал на шинном заводе до 1959 года.
С 1959 по 1964 годы работал в В/О «Техмашимпорт» в должности директора конторы по экспорту химического, холодильного и резинового оборудования, выполняя большую работу по продаже советского оборудования заграницу. Руководимая им контора заключила ряд выгодных сделок с фирмами капиталистических стран, обеспечив значительное поступление средств в свободно-конвертируемой валюте. В частности, было продано значительное количество холодильного оборудования, шинного оборудования и термопластавтоматов в Турцию, Индию, Японию, ГДР, Чехословакию, ПНР и в другие страны.
С 1964 по 1971 год работал экспертом конторы № 5 в «Техмашимпорте», занимался вопросами закупки комплектных химических предприятий и установок. В связи с тем, что контора № 5 была вновь создана и укомплектована в основном молодыми специалистами из промышленности, не имеющими опыта внешнеторговой работы, Большаков М. В. много труда вложил для передачи своего большого опыта внешнеторговой работы молодым специалистам, работавшим под его руководством, подготовив из них будущих руководителей. Работал партгруппоргом конторы и членом методической комиссии В/О «Техмашимпорт». В годы своей работы и будучи на пенсии принимал активное участие в общественной жизни объединения.
С 1977 до выхода на пенсию в 1982 году работал в В/О «Техмашхимволокно» на инженерных должностях.
Отец двоих детей (младшая дочь родилась в Брюсселе в 1938 г.). Есть внуки и правнуки.
Умер 27 апреля 1991 года. Похоронен на Родниковском кладбище.

## Награды
- орден Трудового Красного Знамени
- орден Красной Звезды (дважды)[21]
- медали